# 奥滕多夫 (图林根州)
奥滕多夫是德国图林根州的一个市镇。总面积4.40平方公里，总人口412人，其中男性204人，女性208人（2011年12月31日），人口密度94人/平方公里。